# Fiat 126
Fiat 126 (type 126) var en mikrobil fra den italienske bilfabrikant Fiat Automobiles bygget i årene 1972 til 2000, til sidst udelukkende hos FSM i Polen som Polski Fiat 126p. Modellen blev kendt for at have meget plads på trods af sin kompakte byggeform. Bilen var designet og udviklet af italienske og polske designere og konstruktører.

## Produktion i Italien
Som efterfølger for Fiat Nuova 500 var Fiat 500 udstyret med en tocylindret hækmotor på 594,5 cm³, arvet fra Fiat 500 F. Denne motor havde en effekt på 17 kW (23 hk) ved 4800 omdr./min. (594,5 cm³-motoren blev også benyttet i den sportsligere version 595 Abarth). Gearkassen med fire gear havde et usynkroniseret første gear, mens de tre højeste gear var synkroniserede. Hjulstørrelsen var 12 tommer, og bilen havde hydraulisk styrede tromlebremser fortil og bagtil. Fiat-motoren var i den første tid luftkølede, men fra 1987 fik modellen Fiat 126 BIS vandkøling. Denne motor ydede 19 kW (26 hk) ved 4500 omdr./min. og havde et slagvolume på 704 cm³ (boring 80 mm, slaglængde 70 mm), men blev kun bygget frem til 1991 da Fiat 126 BIS på grund af de ugunstige udstødningsværdier ikke solgte ret godt. Den vandkølede motor var heller ikke nær så robust, da den skred til overophedning med defekte cylindertætninger som resultat. Som følge af den liggende montering kunne der indbygges et ekstra bagagerum bagtil oven over motoren. Vedligeholdelse af motoren var dog noget sværere på grund af monteringspositionen og det lille motorrum, og fabrikationen var på grund af det store antal benyttede reservedele også kompliceret. I 1991 indstilledes produktionen af Fiat 126 BIS, mens den luftkølede version, som var blevet solgt sideløbende med 126 BIS, fortsatte i produktion.
126 blev i år 1974 kåret til Årets Bil i Danmark.
I Tyskland solgtes der under betegnelsen "Figo" ("Fiat/Goggo") ombyggede Fiat 126'ere, som af firmaet Steinwinter i Stuttgart var blevet udstyret med motoren fra Goggomobil (10 kW/13,6 hk, 250 cm³, luftkølet tocylindret totaktsmotor). Dette tilbud var rettet mod ældre indehavere af det gamle kørekort af klasse IV, som måtte køre biler op til 250 cm³. Dermed fik de muligheden for at køre en moderne mikrobil.
Fra slutningen af 1970'erne solgtes Fiat 126 i Tyskland som "Bambino". Navnet "Bambino" var udvalgt i rammerne af en konkurrence hos Fiat Tyskland. "Bambino", som i Italien hed "Personal 4", adskilte sig fra den tidligere version primært i motoren af type 126 A1.048 i modsætning til standardmodellen motor type 126 A1.000 med rund i stedet for firkantet cylinderhoved. Tændrørene var monteret i slanger i stedet for at være skruet direkte ind i motorblokken. Dette skulle forhindre, at der ved utætte tændrør blev suget giftige udstødningsgasser ind i kabinen sammen med varmeluften. Optisk kunne "Bambino" og "Personal 4" kendes på sidebeskyttelseslisterne af gummi og kunststofkofangeren. Frem til faceliftet i 1984 beholdt standardversionen metalkofangeren.
I 1980 introduceredes specialmodellerne "Red", "Brown", "Black" og "Silver", hvoraf sidstnævnte er meget sjælden. Disse specialmodeller havde i modsætning til standardmodellerne grøntonede ruder og to i baglygterne integrerede baklygter. Baglygterne adskilte sig væsentligt fra de andre versioners flade lygter. Nogle af disse specialmodeller havde grå i stedet for sorte stødlister og kofangere. Baklygter blev på standardmodellerne først indført ved faceliftet i år 1984, her var der i den bageste kofanger monteret en baklygte i højre side og en tågebaglygte i venstre side.
I starten af 1992 begyndte produktionen af efterfølgeren Fiat Cinquecento, som egentlig skulle have afløst 126. Produktionen af 126 stoppede dog først den 22. september 2000 efter 3.318.674 producerede eksemplarer. I år 1994 fik modellen et facelift og hed herefter "Fiat 126 elx"; ud over modificerede kofangere og døre havde bilen fra fabrikken reguleret katalysator, som gjorde at den kunne opfylde Euro1-normen. Da de i Polen byggede senere modeller delvist ikke opfylder de i Vesteuropa gældende krav, kan det være umuligt at få en sådan registreret i et vesteuropæisk land. I mellemtiden var der blevet fremstillet ca. 3.500.000 eksemplarer, iberegnet diverse prototyper.

## Produktion hos Steyr-Daimler-Puch
Den østrigske fabrikant Steyr-Daimler-Puch købte karrosserier hos Fiat og monterede deres egen Puch-motor i karrosseriet fra Fiat 126, ligesom tidligere i Fiat 500. Det drejede sig om en tocylindret boksermotor på 643 cm³ med 18 kW (25 hk). Topfarten lå på 117 km/t i stedet for på 105 km/t. Steyr-Daimler-Puch-modellerne gjaldt som følge af deres højere effekt og topfart som sportsligere; undervogn og karrosseri var dog identiske. Som følge af lav efterspørgsel indstilledes produktionen dog hurtigt igen i 1974/1975 efter kort byggetid.

## Produktion i Polen og Jugoslavien
Fra 1973 blev Fiat 126 også fremstillet i Polen, hvor firmaet FSM i Bielsko-Biała gjorde det på licens. I 1977 fik 126 en ny motor, som alt efter udførelse ydede op til 17 kW (24 hk) fra et slagvolume på 652 cm³. Fra 1980 blev bilen også bygget på fabrikken i Tychy. I Polen blev bilen tit kaldt "Maluch" (polsk for "mindre"). I Polen kører der i dag stadigvæk mange af disse biler, og Maluch har opnået samme kendelses- og udbredelsesgrad som Volkswagen Type 1 i Tyskland, og i Polen betragtes Maluch som en ægte "folkevogn" fra Polen. På det jugoslaviske marked har denne variant ligeledes opnået stor udbredelsesgrad; i folkemunde kaldes den peglica og afløste Zastava 600/750/850. Fra 1987 fremstilledes der i Polen også en vandkølet tocylindret version med cylindre hældende mod højre som Fiat 126 BIS samt en cabrioletversion (Bosmal) ombygget af firmaet POP, hvorefter modellen kaldtes Pop 650 og Pop 2000. Modellerne fra POP kunne ligeledes leveres med eldrift (POP-Elektro).

## Australien
Modellen fandt et mindre marked i Australien mellem 1989 og 1992 under navnet FSM Niki. I denne periode var den Australiens billigste bil. Der fandtes også en cabrioletudgave på det australske marked.

## Motorvarianter
- 600 cm³, 17 kW (23 hk, luftkølet)
- 652 cm³, 17 kW (23 hk, luftkølet; i Fiat 126 Bambino 650 til Tyskland neddroslet med 1 hk som følge af de daværende forsikringsklasser)
- 652 cm³, 17,7 kW (24 hk, luftkølet)
- 698 cm³ hhv. 703 cm³, 19 kW (26 hk, vandkølet; kun i "BIS"-modellen)

### Tekniske specifikationer for Fiat 126, årgang 2000[3]

#### Motor
- Motortype: Vandkølet OHV-rækkemotor med 2 cylindre og elektronisk styret karburator
- Boring × slaglængde: 77 × 70 mm
- Slagvolume: 652 cm³
- Kompressionsforhold: 8,0:1
- Maks. effekt: 18 kW (24 hk) ved 4500 omdr./min.
- Maks. drejningsmoment: 41 Nm ved 3000 omdr./min.
- Brændstoftype: 95 oktan blyfri benzin
- Brændstofkapacitet: 21 liter

#### Præstationer
- Topfart: 105 km/t

#### Kraftoverførsel
- Gearkasse: 4 gear manuel
- Drivende hjul: Baghjul

#### Undervogn
- Karrosseri: Selvbærende
- Bremser: Tromlebremser på for- og baghjul
- Håndbremse: Virkende på baghjulene

#### Hjul
- Dæk: 135 R 12
- Fælge: 4 J

## Antal producerede eksemplarer
- Italien: 1.352.912
- Polen: 3.318.674
- Østrig: 2.069
- Jugoslavien: ukendt